# Folias de Reis de Dom Aquino

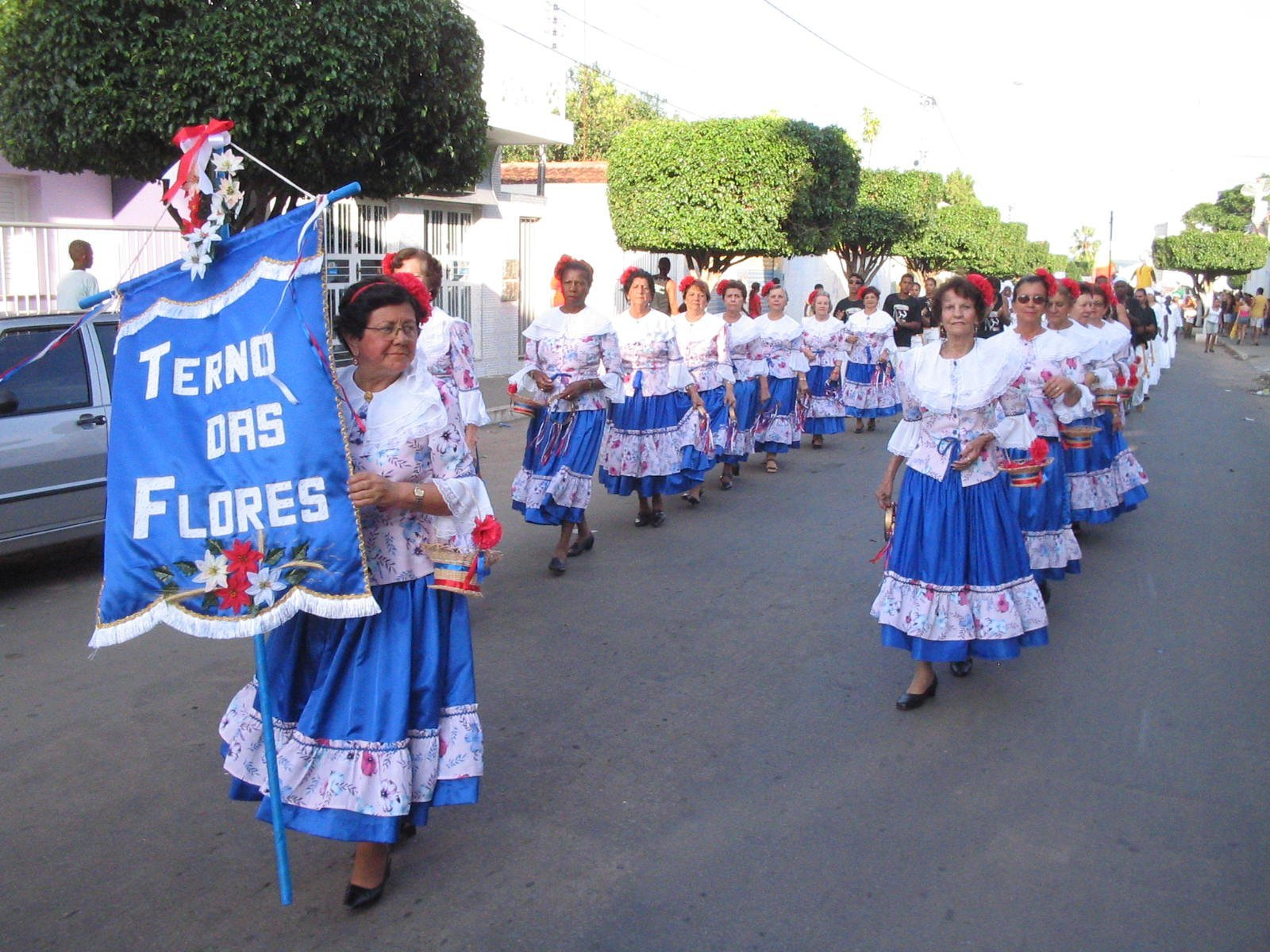
Folias de Reis.

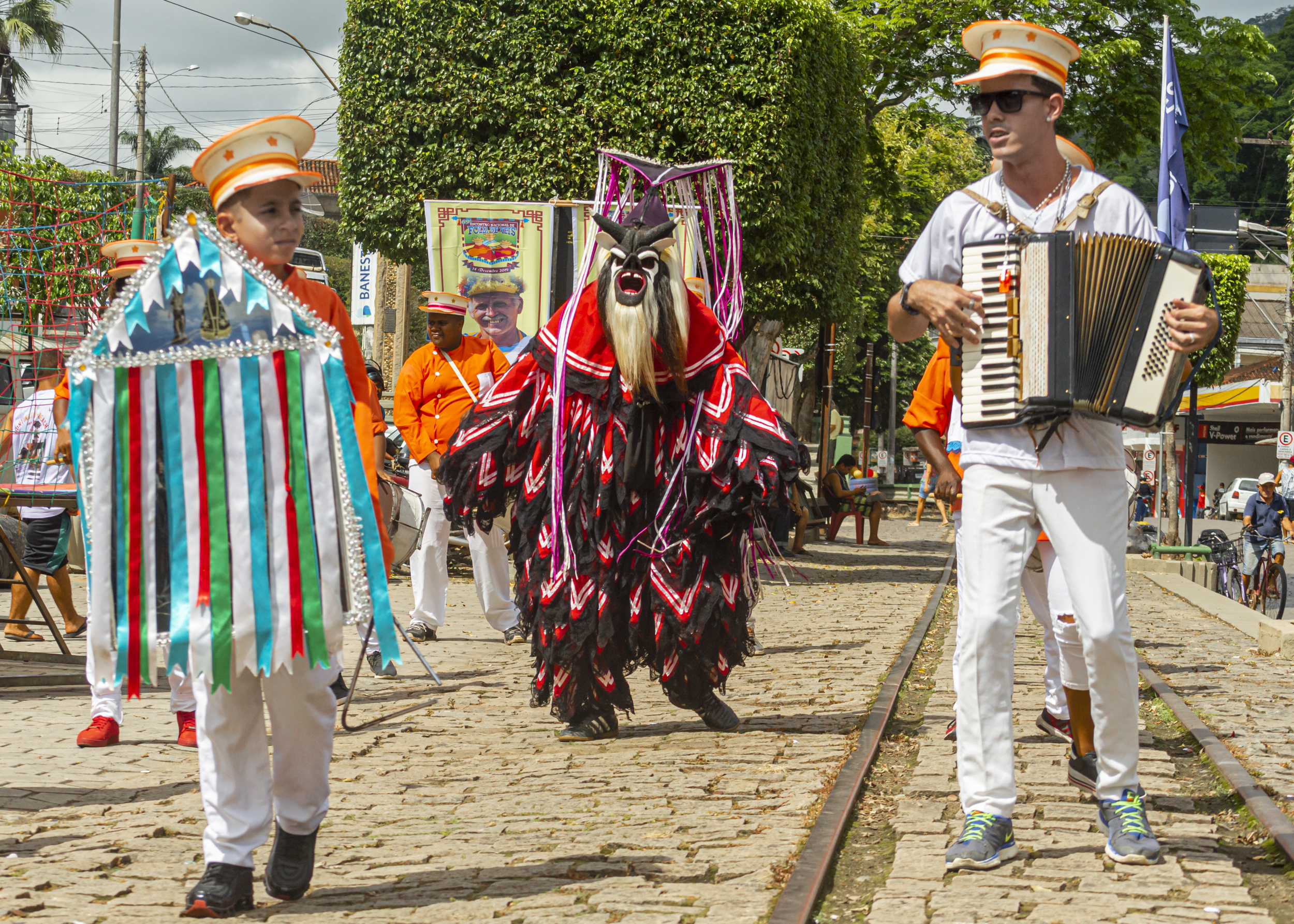
Folias de Reis.

As Festas de Santo Reis ou Folias de Reis de Dom Aquino são tombadas como patrimônio cultural imaterial.
As festas de Folias de Reis são extremamente populares no país. Em Dom Aquino a primeira companhia foi estabelecida em 1962. A festa sempre acontece no dia 6 de janeiro e relembra a passagem bíblica na qual Jesus recebeu a visita dos Três Reis Magos.
Os conjuntos das folias de reis tem em sua formação o mestre ou embaixador, o contramestre, os três reis magos, os palhaços, os alfeires e os foliões. Eles trajam fantasias coloridas, dançam e tocam músicas típicas com diferentes instrumentos, bem como tambores, violas, sanfonas, reco-reco, gaitas, acordeões, sanfonas, pandeiros, dentre outros.